# Daniel Keyes
Daniel Keyes (* 9. August 1927 in Brooklyn, New York; † 15. Juni 2014 in Boca Raton, Florida) war ein amerikanischer Schriftsteller, der in erster Linie Science-Fiction schrieb.

## Leben
Daniel Keyes begann sein Berufsleben bereits als Siebzehnjähriger: Als Proviantmeister diente er in einer Hilfsorganisation für die Handelsmarine. Danach studierte er (B.A. in Psychologie 1950), arbeitete in der Redaktion des Science-Fiction-Magazins Marvel Science Stories, bei der Stadium Publishing Company (später auch bei Marvel) und in einem Fotoatelier, dessen Miteigentümer er war. Nach einer Tätigkeit als Englischlehrer kehrte er in den Hochschulbetrieb zurück, legte 1961 den M.A. ab (englische und amerikanische Literatur) und war als Dozent an der Wayne State University in Detroit tätig. Ab 1972 war er Professor für Englisch an der Ohio University in Athens und bot dort Kurse für kreatives Schreiben an. 2000 wurde er emeritiert und lebte zuletzt in Südflorida, wo er im Juni 2014 im Alter von 86 Jahren infolge einer Lungenentzündung starb.

## Werk
Sein bekanntestes Werk ist die Kurzgeschichte Blumen für Algernon (Flowers for Algernon, 1959), die wegen ihres Schlusses mehrfach, u. a. von Horace L. Gold von Galaxy, abgelehnt wurde. Keyes weigerte sich jedoch, das Ende der Erzählung umzuschreiben, und brachte den Text schließlich in The Magazine of Fantasy and Science Fiction unter. Flowers for Algernon gewann den Hugo- und den Nebula-Award, und erschien in über 30 Ländern. Die Geschichte beschreibt in Tagebuchform die Auswirkung eines Experiments: die Entwicklung eines geistig zurückgebliebenen Mannes zum Genie und seinen anschließenden tragischen Rückfall in die Umnachtung.
Der Autor bekam einen Vertrag mit dem Verlagshaus Doubleday für eine Romanversion und arbeitete den Stoff zu einem Roman um, was einige Jahre dauerte. Auch dieses Mal wollte der Verlag ein anderes Ende, woraufhin Keyes den Vorschuss zurückzahlte und auf die Suche nach einem anderen Verlag ging. Nach weiteren fünf Ablehnungen – aus demselben Grund – kaufte schließlich Harcourt das Manuskript. Die Romanadaption erschien 1966, gewann den Nebula Award und wurde als Charly 1968 von Regisseur Ralph Nelson verfilmt. In seinem autobiographischen Buch Algernon, Charlie and I: A Writer’s Journey (2000) schilderte Keyes die Entstehungsgründe für die Kurzgeschichte und den Roman, außerdem berichtet er über die unterschiedlichen Adaptionen für das Fernsehen, den Film und das Theater.
Der Roman The Touch schildert die Folgen von radioaktiver Kontamination, und zwar nicht so sehr die medizinischen und physikalischen Begleitumstände, sondern die soziale und psychische Katastrophe, die mit der Stigmatisierung und Ausgrenzung der Betroffenen einhergehen. Mit Die Leben des Billy Milligan (The Minds of Billy Milligan, 1982) schrieb Keyes einen Tatsachenroman über das Leben eines Straftäters, der aufgrund seiner multiplen Persönlichkeit für nicht haftfähig erklärt wurde. Keyes lässt in dem Roman keinen Zweifel an der 24-fach gespaltenen Persönlichkeit von Billy Milligan. In Deutschland gewann der Roman den Kurd-Laßwitz-Preis 1986 als bester ausländischer Science-Fiction-Roman des Jahres mit deutschsprachiger Erstausgabe von 1985.
Das Thema „Multiple Persönlichkeit“ bildet auch den Hintergrund für die Romane The Fifth Sally und The Asylum Prophecies, sein letztes Buch. Hier hat eine der vielen abgespaltenen personae einer jungen Frau namens Raven, die nach einem Selbstmordversuch in einem Asyl lebt, Kenntnis von einem bevorstehenden terroristischen Anschlag. Deswegen wird Raven entführt und gesucht; es reicht aber nicht, Raven selbst zu finden, man benötigt auch den richtigen Schlüssel, um jene Splitter ihrer Seele zu erreichen, die das Geheimnis kennen.

## Kritik
- Inge Holm über Kontakt radioaktiv: „Daniel Keyes... schildert in seinem Werk 'Kontakt radioaktiv' mit intensivem psychologischem Einfühlungsvermögen und einer authentisch-dichten Sprache die Gefahren, die uns im Alltag umgeben. Aber auch die Reaktion halbinformierter Menschen auf Unbegreifliches. Die nicht angreifbaren Strahlen werden gigantisch, die Verseuchten zu Parias der Gesellschaft. Schuld wird delegiert, Dementis nicht geglaubt. Die Folge sind Panik und Chaos. Keyes zeigt anhand des Falles der Starks auf, was den erwartet, der sich befleckt. Der Roman sei dem Leser als Handbuch für den Notfall empfohlen.“[2]

## Bibliografie
Romane
- Flowers For Algernon (1966)
  - Deutsch: Charly. Übersetzt von Maria Dessauer und Hiltgunt Monecke. Nymphenburger, 1970. Auch: Heyne (Bibliothek der Science Fiction Literatur #57), 1986, ISBN 3-453-31221-X. Auch als: Blumen für Algernon. Übersetzt von Eva-Maria Burgerer. Klett-Cotta, 2006, ISBN 3-608-93782-X.
- The Touch (1968)
  - Deutsch: Wer fürchtet sich vor Barney Stark? Übersetzt von Helga & Peter von Tramin. Nymphenburger, 1971 und dtv Allgemeine Reihe #968, 1974, ISBN 3-423-00968-3. Auch als: Kontakt radioaktiv. Übersetzt von Helga & Peter von Tramin. Heyne SF&F #3804, 1981, ISBN 3-453-30706-2 und Heyne Bibliothek der Science Fiction Literatur #68, 1987, ISBN 3-453-00985-1.
- The Fifth Sally (1980)
  - Deutsch: Die fünfte Sally. Übersetzt von Ulla H. de Herrera. Nymphenburger, 1983, ISBN 3-485-00443-X.
- Until Death … (1994)
- The Asylum Prophecies. A Psychological Thriller (2009)

Kurzgeschichten
- Precedent (1952)
- Robot – Unwanted (1952)
- Something Borrowed (1952)
- The Trouble with Elmo (1958)
- Flowers for Algernon (1959)
  - Deutsch: Blumen für Algernon. Übersetzt von Charlotte Winheller. In: Anthony Boucher (Hrsg.): 16 Science Fiction Stories. Heyne-Anthologien #5, 1964 und weitere Ausgaben. Auch als: Blumen für Algernon. Übersetzt von Eva Malsch. In: Isaac Asimov, Martin H. Greenberg, Joseph Olander (Hrsg.): Sternenpost: 2. Zustellung. Moewig (Playboy Science Fiction #6734), 1983, ISBN 3-8118-6734-2.
- Crazy Maro (1960)
- The Quality of Mercy (1960)
- A Jury of Its Peers (1963)
- The Spellbinder (1967)
- Mama's Girl (1992)

Sachbücher
- The Minds Of Billy Milligan (1981)
  - Deutsch: Die Leben des Billy Milligan. Heyne SF&F #4218, 1985, ISBN 3-453-31197-3.
- Unveiling Claudia - The True Story Of A Serial Murder (1986)
  - Deutsch: Die Enthüllung Claudias. Die wahre Geschichte einer Mordserie. Übersetzt von Hilde Linnert. Heyne SF&F #4877, 1992, ISBN 3-453-04511-4.
- The Milligan Wars (1994, nur in japanischer und französischer Übersetzung)
- Algernon, Charlie and I: A Writer’s Journey (2000)